# Pop Music Team
Pop Music Team fue un controversial grupo de rock mexicano activo a fines de los años 1960 y principios de 1970.
Ganó un estatus de culto entre la juventud debido a su censurado álbum debut intitulado "Society is a shit", además de incluir en él la monumental obra "Tlatelolco" en honor a las víctimas del 2 de octubre de 1968. El álbum fue lanzado en el 1969.
En el documental de Enrique Krauze "Yo no era un rebelde"  del 1999 y producido por Televisa, se explica que la producción del álbum fue inmediatamente detenida y que la obra éxito del disco, Tlatelolco, obtuvo únicamente dos semanas de muestra en radio debido a la estricta censura gubernamental.
A pesar de la censura, el grupo tuvo éxito realizando giras, llegando a alternar con The Doors en la Ciudad de México y a participar en algunas películas de la época hasta el 1972, cuando se separan debido a la fuerte presión gubernamental sobre el movimiento de La Onda con el efecto del Avandarazo.

## Miembros notables
- Jorge Berry: Vocalista. Notable locutor de noticias y cronista deportivo en Televisa.[4]
- Julio Vigueras: Baterista. Exdirector del Conservatorio Nacional de Música, director de orquesta y percusionista virtuoso.[5]

## Discografía
- Society is a shit. (1969) por Discos Orfeón. Relanzado en el 2006 en Disco Compacto y en Long Play por la misma empresa.